# Auf See

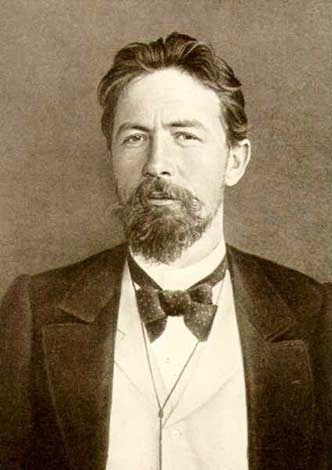
Anton Tschechow

Auf See, auch Nachts (russisch В море, W more), ist eine Kurzgeschichte des russischen Schriftstellers Anton Tschechow, die 1883 entstand und am 29. Oktober desselben Jahres in der Nr. 40 der Moskauer Wochenzeitschrift Mirskoi tolk erschien. Der Autor verspottet die gängige Praxis miserabler Honorierung gewisser Träger geistlicher Ämter in Russland. Zu Lebzeiten Anton Tschechows wurde die Geschichte ins Bulgarische übersetzt.
Der Ich-Erzähler – ein junger Matrose – und sein bejahrter Vater, ein verdorbener Trunkenbold, haben an Bord das große Los gezogen. Die übrigen zwanzig Besatzungsmitglieder auf dem Dampfer gingen leer aus. Vater und Sohn dürfen des Nachts das Paar in der Kajüte für Neuvermählte heimlich beobachten. Die zwei Gucklöcher haben die Matrosen in einer Woche Handarbeit in die Kajütenwand gebohrt und ein klein wenig ausgesägt. Als der Ich-Erzähler seinen Guckposten beziehen will, führt sein Weg an der Gemeinschaftskajüte vorbei. Darin verhandelt der frischgebackene Ehemann, ein junger Pastor mit einem Evangelium in der Hand, lebhaft-wortreich mit einem dicken alten Engländer. Die junge schlanke sehr hübsche Pastorsfrau kann das Auge nicht vom Blondschopf ihres schönen Gatten abwenden.
Der Vater des Matrosen erkämpft sich das bessere Guckloch. Die junge Pastorin sitzt auf der Bettkante und schüttelt den Kopf. Gegen Ende des längeren Meinungsaustauschs, dessen Inhalt hinter der Kajütenwand nicht zu verstehen ist, fällt der Pastor vor seiner bildschönen Frau auf die Knie. Als die Frau immer noch den Kopf schüttelt, beobachtet der Ich-Erzähler Drohgesten des Geistlichen. Es scheint, als leide nun die junge Frau, schwanke und kämpfe ihren Zorn nieder. Nach minutenlangem Zögern erhebt sie sich vom Ehebett und nickt ihrem Pastor ein unmissverständliches Einverstanden zu. Erleichtert küsst der junge Ehemann seiner Frau die Hand und verlässt die komfortable Schlafkajüte. Nach ein paar Minuten kommt er mit dem dicken alten Engländer wieder. Letzterer stellt an die junge Pastorin eine Frage. Die Dame erbleicht und nickt. Der Pastor streicht ein paar Banknoten ein und verschwindet wieder. Der Engländer verschließt sorgfältig die Kajütentür.
Der Vater des Ich-Erzählers zerrt den Sohn vom Guckloch weg und spricht dabei: „Das sollst du nicht sehen! Du bist noch ein Kind.“

## Deutschsprachige Ausgaben
Verwendete Ausgabe
- Gerhard Dick (Hrsg.), Wolf Düwel (Hrsg.): Anton Tschechow: Gesammelte Werke in Einzelbänden: Auf See. Erzählung eines Matrosen. S. 150–154 in: Gerhard Dick (Hrsg.): Anton Tschechow: Vom Regen in die Traufe. Kurzgeschichten. Aus dem Russischen übersetzt von Ada Knipper und Gerhard Dick. Mit einem Vorwort von Wolf Düwel. 630 Seiten. Rütten & Loening, Berlin 1964 (1. Aufl.)[4]